# Americio
L'americio è l'elemento chimico di numero atomico 95 e il suo simbolo è Am.
L'americio è un elemento metallico radioattivo sintetico della famiglia degli attinidi, ottenuto bombardando il plutonio con neutroni. È stato il quarto elemento transuranico ad essere scoperto. Prende il nome dall'America, in analogia con l'europio.

## Caratteristiche
L'americio metallico appena preparato presenta una lucentezza bianco-argentea (più argenteo del plutonio o del nettunio) e, a temperatura ambiente, diventa opaco lentamente in aria secca. L'emissione alfa dell'241Am è circa il triplo di quella del radio. Pochi grammi di 241Am emettono radiazione gamma intensa che crea seri problemi di esposizione a chi deve maneggiare l'elemento.

## Applicazioni
L'americio può essere prodotto in quantità dell'ordine dei chilogrammi, principalmente sotto forma dell'isotopo 241Am.
Trova applicazioni domestiche in alcuni modelli di rivelatori di fumo, dove viene usato in qualità di sorgente di radiazioni ionizzanti.
L'americio è stato usato per costruire alcuni tipi di parafulmine (ora in progressivo smantellamento in Italia), grazie proprio a questa capacità di ionizzare l'aria circostante favorendo così il passaggio di corrente. 241Am è stato anche usato come sorgente portatile di raggi gamma per l'uso in radiografia e come mezzo per misurare lo spessore del vetro.
242Am è un emettitore di neutroni ed ha trovato uso nella radiografia a neutroni; è tuttavia un isotopo estremamente costoso da produrre in quantitativi utilizzabili.

## Storia
L'americio fu sintetizzato per la prima volta da Glenn Seaborg, Leon O. Morgan, Ralph A. James e Albert Ghiorso nel tardo 1944 nel Metallurgical Laboratory dell'Università di Chicago (oggi noto come Argonne National Laboratory).
Il gruppo preparò 241Am sottoponendo 239Pu a successive reazioni di cattura neutronica in un reattore nucleare. Questo produsse prima 240Pu e poi 241Pu che a sua volta si convertì in 241Am tramite un decadimento beta.
Il premio Nobel per la fisica Carlo Rubbia ha teorizzato (Progetto 242) l'utilizzo di un reattore alimentato con l'isotopo 242Am che potrebbe (in teoria) rivelarsi più promettente degli attuali in uso.

## Isotopi
Dell'americio sono noti 18 isotopi radioattivi aventi masse comprese tra 231,046 e 249,078 u, di cui i più stabili sono 243Am (con un'emivita di 7370 anni) e 241Am (432,2 anni). Tutti gli altri isotopi hanno emivite inferiori alle 51 ore e la maggior parte di essi inferiori a 100 minuti. L'americio possiede inoltre 8 metastati, di cui il più stabile è 242mAm (emivita di 141 anni).

## Impieghi
Il 241Am è stato per anni utilizzato nei rilevatori di fumo. Nel 1981 in Italia era persino obbligatorio per legge che i parafulmini sui tetti fossero provvisti di un rivestimento in 241Am capace di ionizzare l'aria circostante. La legge venne abolita pochi anni dopo e i parafulmini smantellati, anche se in Toscana nel 2018 erano presenti ancora 300 parafulmini radioattivi (principalmente su campanili)